# Grand Prix moto de France 1997
Le Grand Prix moto de France 1997 est la sixième manche du championnat du monde de vitesse moto 1997. La compétition s'est déroulée le 8 juin 1997 sur le circuit Paul Ricard au Castellet. C'est la 68e édition du Grand Prix moto de France.

## Résultats des 500 cm³
| Pos  | Pilote              | Moto       | Temps           | Points |
| ---- | ------------------- | ---------- | --------------- | ------ |
| 1    | Mick Doohan         | Honda      | 42 min 38 s 064 | 25     |
| 2    | Carlos Checa        | Honda      | +4 s 292        | 20     |
| 3    | Tadayuki Okada      | Honda      | +5 s 715        | 16     |
| 4    | Alex Criville       | Honda      | +6 s 159        | 13     |
| 5    | Takuma Aoki         | Honda      | +24 s 227       | 11     |
| 6    | Alex Barros         | Honda      | +41 s 437       | 10     |
| 7    | Norifumi Abe        | Yamaha     | +41 s 734       | 9      |
| 8    | Alberto Puig        | Honda      | +44 s 834       | 8      |
| 9    | Juan Borja          | Elf 500    | +51 s 921       | 7      |
| 10   | Anthony Gobert      | Suzuki     | +52 s 601       | 6      |
| 11   | Doriano Romboni     | Aprilia    | +53 s 860       | 5      |
| 12   | Daryl Beattie       | Suzuki     | +56 s 191       | 4      |
| 13   | Sete Gibernau       | Yamaha     | +1 min 01 s 044 | 3      |
| 14   | Troy Corser         | Yamaha     | +1 min 04 s 573 | 2      |
| 15   | Jurgen vd Goorbergh | Honda      | +1 min 17 s 668 | 1      |
| 16   | Jurgen Fuchs        | Elf 500    | +1 min 20 s 972 |        |
| 17   | Bernard Garcia      | Honda      | +1 min 23 s 191 |        |
| 18   | Frédéric Protat     | Honda      | +1 tour         |        |
| 19   | Lucio Pedercini     | ROC Yamaha | +1 tour         |        |
| Abd. | Nobuatsu Aoki       | Honda      | Abandon         |        |
| Abd. | Kirk McCarthy       | ROC Yamaha | Abandon         |        |
| Abd. | Luca Cadalora       | Yamaha     | Abandon         |        |
| Abd. | Jean-Michel Bayle   | Modenas    | Abandon         |        |
| Abd. | Laurent Naveau      | ROC Yamaha | Abandon         |        |
| Abd. | Kenny Roberts Jr    | Modenas    | Abandon         |        |

## Résultats des 250 cm³
| Pos  | Pilote               | Moto      | Temps           | Points |
| ---- | -------------------- | --------- | --------------- | ------ |
| 1    | Tetsuya Harada       | Aprilia   | 40 min 58 s 961 | 25     |
| 2    | Max Biaggi           | Honda     | +0 s 043        | 20     |
| 3    | Ralf Waldmann        | Honda     | +0 s 224        | 16     |
| 4    | Loris Capirossi      | Aprilia   | +8 s 387        | 13     |
| 5    | Tohru Ukawa          | Honda     | +29 s 702       | 11     |
| 6    | Haruchika Aoki       | Honda     | +46 s 755       | 10     |
| 7    | Sebastian Porto      | Aprilia   | +53 s 322       | 9      |
| 8    | Luis d'Antin         | Yamaha    | +56 s 677       | 8      |
| 9    | William Costes       | Honda     | +58 s 027       | 7      |
| 10   | Osamu Miyazaki       | Yamaha    | +58 s 257       | 6      |
| 11   | Jeremy McWilliams    | Honda     | +58 s 414       | 5      |
| 12   | Franco Battaini      | Aprilia   | +59 s 619       | 4      |
| 13   | Sébastien Gimbert    | Honda     | +1 min 04 s 540 | 3      |
| 14   | Idalio Gavira        | Aprilia   | +1 tour         | 2      |
| 15   | Claudio Vanzetta     | Aprilia   | +1 tour         | 1      |
| 16   | Frederic Boutin      | Aprilia   | +1 tour         |        |
| Abd. | Noriyasu Numata      | Suzuki    | Abandon         |        |
| Abd. | Olivier Jacque       | Honda     | Abandon         |        |
| Abd. | Franck Poulle        | Honda     | Abandon         |        |
| Abd. | Bertrand Stey        | Honda     | Abandon         |        |
| Abd. | Cristiano Migliorati | Honda     | Abandon         |        |
| Abd. | Takeshi Tsujimura    | TSR-Honda | Abandon         |        |
| Abd. | José Luis Cardoso    | Yamaha    | Abandon         |        |
| Abd. | Stefano Perugini     | Aprilia   | Abandon         |        |

## Résultats des 125 cm³
| Pos  | Pilote             | Moto    | Temps           | Points |
| ---- | ------------------ | ------- | --------------- | ------ |
| 1    | Valentino Rossi    | Aprilia | 40 min 20 s 214 | 25     |
| 2    | Tomomi Manako      | Honda   | +2 s 961        | 20     |
| 3    | Garry McCoy        | Aprilia | +12 s 462       | 16     |
| 4    | Youichi Ui         | Yamaha  | +17 s 681       | 13     |
| 5    | Frédéric Petit     | Honda   | +30 s 402       | 11     |
| 6    | Yoshiaki Katoh     | Yamaha  | +38 s 164       | 10     |
| 7    | Mirko Giansanti    | Honda   | +44 s 116       | 9      |
| 8    | Gianluigi Scalvini | Honda   | +44 s 549       | 8      |
| 9    | Masao Azuma        | Honda   | +44 s 745       | 7      |
| 10   | Dirk Raudies       | Honda   | +49 s 734       | 6      |
| 11   | Enrique Maturana   | Yamaha  | +51 s 151       | 5      |
| 12   | Gino Borsoi        | Yamaha  | +1 min 02 s 148 | 4      |
| 13   | Steve Jenkner      | Aprilia | +1 min 05 s 228 | 3      |
| 14   | Josep Sarda        | Honda   | +1 min 05 s 473 | 2      |
| 15   | Angel Nieto Jr     | Aprilia | +1 min 05 s 955 | 1      |
| 16   | Ivan Goi           | Aprilia | +1 min 29 s 111 |        |
| 17   | Nicolas Dussauge   | Honda   | +1 tour         |        |
| 18   | Benny Jerzenbeck   | Honda   | +1 tour         |        |
| 19   | Vincent Philippe   | Honda   | +1 tour         |        |
| 20   | Patrick Detot      | Honda   | +1 tour         |        |
| 21   | Fabien Rousseau    | Aprilia | +1 tour         |        |
| Abd. | Roberto Locatelli  | Honda   | Abandon         |        |
| Abd. | Mike Lougassi      | Honda   | Abandon         |        |
| Abd. | Eric Mizera        | Honda   | Abandon         |        |
| Abd. | Noboru Ueda        | Honda   | Abandon         |        |
| Abd. | Jaroslav Huleš     | Honda   | Abandon         |        |
| Abd. | Lucio Cecchinello  | Honda   | Abandon         |        |
| Abd. | Manfred Geissler   | Aprilia | Abandon         |        |
| Abd. | Kazuto Sakata      | Aprilia | Abandon         |        |